# Rotazione solare

La rotazione del Sole. NASA

Il Sole, come ogni altra stella, è soggetto ad una rotazione. La rotazione solare mostra delle variazioni, poiché la stella è costituita da plasma (gas altamente ionizzato ad elevata temperatura), e dunque non possiede una velocità di rotazione fissa come sarebbe, invece, per un corpo solido: infatti è massima all'equatore (latitudine φ=0°) e decresce al crescere della latitudine. Il tasso di rotazione è solitamente descritto dall'equazione:
{\displaystyle \omega =A+B\,\sin ^{2}(\varphi )}
dove ω è la velocità angolare (misurata in gradi al giorno), φ è la latitudine ed A e B sono costanti. Da notare che vi sono delle interessanti deviazioni da questa semplice relazione.
A= 14,18 °/d (+/- 0,35)
B= -2,00 °/d (+/- 0,48)

## Rotazione siderale
All'equatore il periodo di rotazione della stella è di 25,38 giorni; tale lasso di tempo prende il nome di periodo di rotazione sidereo. Questo non va confuso col periodo di rotazione sinodico, della durata di 27,2753 giorni, che è il periodo impiegato da una delle strutture attive superficiali (come le macchie) per ricomparire nella stessa posizione apparente, se vista dalla Terra. Il periodo sinodico risulta più lungo poiché al periodo sidereo, che è la rotazione effettiva del Sole, si aggiunge un lasso di tempo, causato dal moto orbitale della Terra, necessario perché le strutture attive ricompaiano nella medesima posizione. Nella letteratura astrofisica tali periodi sono spesso catalogati tramite il numero della rotazione di Bartel, lo scienziato che per primo misurò la rotazione del Sole nel gennaio 1833.

## Utilizzo delle macchie solari per misurare la rotazione
Le costanti della rotazione solare sono state misurate cronometrando il moto delle diverse strutture attive superficiali (dette per questo motivo tracer). I primi e più affidabili tracer ad essere utilizzati sono le macchie solari. Sebbene le macchie solari siano state osservate fin dai tempi antichi, fu solo quando il telescopio entrò in uso nelle osservazioni astronomiche che esse poterono essere osservate con grande precisione; fu quindi possibile determinare il periodo di rotazione solare. Lo studioso inglese Thomas Harriot è stato probabilmente il primo ad osservare le macchie solari con il telescopio, come evidenziato in uno dei disegni del suo taccuino, datati 8 dicembre 1610 e pubblicati per la prima volta (giugno 1611) in un'opera intitolata "De Sole Maculis in Observatis, et cum earum Apparente Sole Conversione Narratio" (ossia "Osservazione delle macchie solari e narrazione delle loro apparenti rotazioni").
Questi disegni, poi, furono studiati da Johannes Fabricius che aveva osservato e studiato i movimenti delle macchie solari, quelli liberi e quelli condizionati dalla rotazione della nostra stella. Questo può essere considerato il primo lavoro sulle macchie solari e sulla determinazione del periodo di rotazione solare. Per finire, Christopher Scheiner ( "Rosa Ursine sive solis", libro 4, parte 2, 1630) fu uno dei primi a perfezionare la stima del periodo di rotazione solare e fu il primo ad essersi accorto della rotazione differenziale del Sole e della sua energia rotatoria.
Hubrecht (1915) è stato il primo astronomo a scoprire che i due emisferi solari ruotano in maniera diversa e diede una prima spiegazione sulla rotazione differenziale.

## Rotazione solare interna
Fino a poco tempo fa, l'eliosismologia, la branca della scienza che studia i movimenti della fotosfera solare e delle onde di pressione sul Sole, non aveva fatto molti passi avanti nello studio della rotazione interna del Sole.
La rotazione interna differenziale veniva spiegata attraverso un fenomeno di inerzia che coinvolgeva l'interno del sole, portando degli strati leggeri a muoversi per inerzia di più rispetto a quelli pesanti, che annullavano questa forza.
Ad oggi questa ipotesi è solo parzialmente confermata, mentre ci si avvicina all'ipotesi che siano proprio i gas della fotosfera solare a creare questa rotazione differenziale esterna ed interna (più veloce all'equatore e più lenta ai poli). Alla tachocline la rotazione si modifica bruscamente.